# كومكو إيكاروس

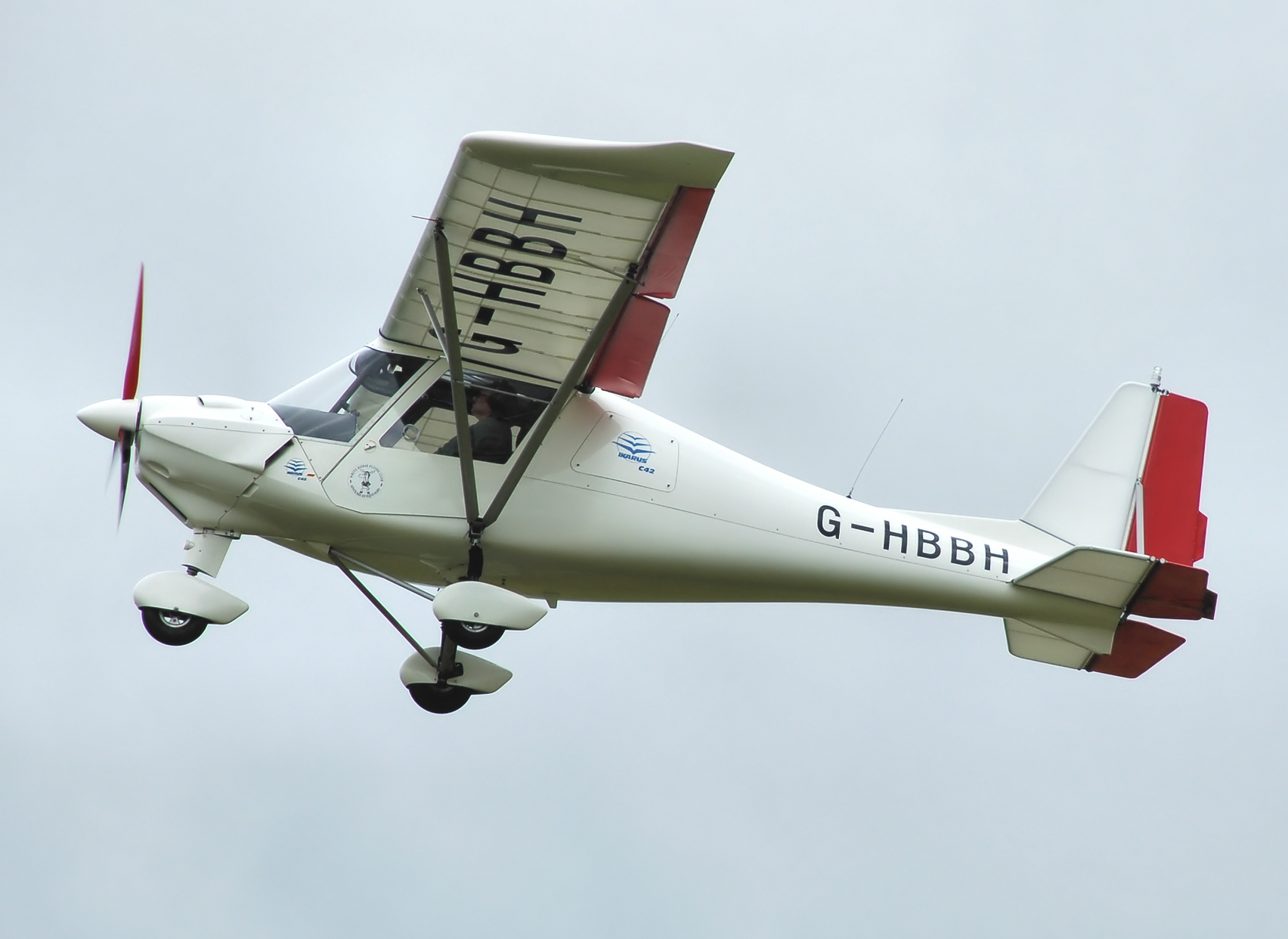
Ikarus C42

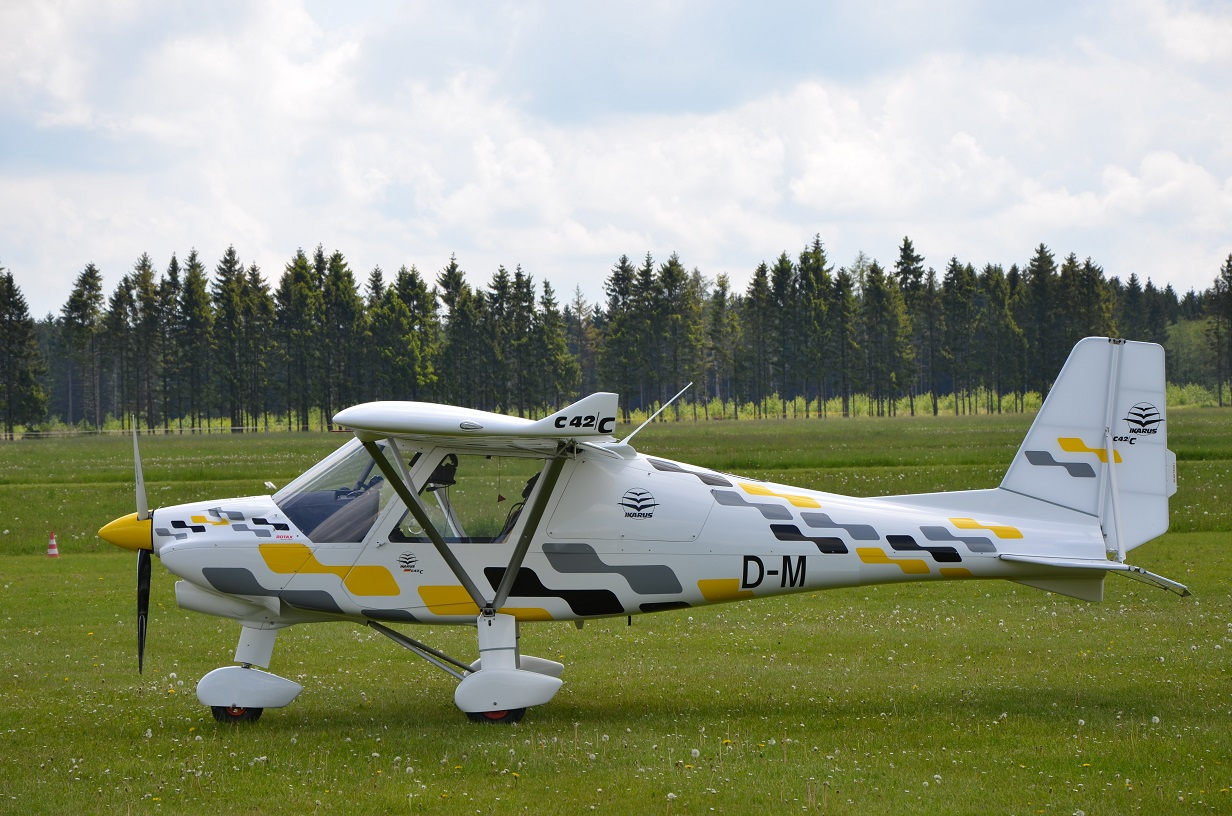
C42-C

 كوكمو إيكاروس  (بالإنجليزية: Comco Ikarus)‏ هي شركة المانية لصناعة الطائرات. تنتج الشركة الطائرات الشراعية المعلقة منذ أواخر 1970 إلى الآن، والشركة تصنع الطائرات من نوع الطائرات الخفيفة، والطائرات الفائقة الخفة.

## الطائرات
| اسم الموديل   | الرحلة الأولى | نوع                 |
| ------------- | ------------- | ------------------- |
| إيكاروس 500   | 1976          | طائرات شراعية معلقة |
| إيكاروس شيربا | 1982          | طائرات خفيفة        |
| إيكاروس C22   | 1987          | طائرات خفيفة        |
| إيكاروس C42   | 1996          | طائرات خفيفة        |
| إيكاروس C52   | 1911          | طائرات خفيفة        |

## وصلات خارجية
- الموقع الرسمي